# Lega Nazionale A 1971-1972
L'edizione 1971-1972 della Lega Nazionale A vide la vittoria finale del Basilea. Capocannonieri del torneo furono Herbert Dimmeler (Winterthur) e Bernd Dörfel (Servette), con 17 reti.

## Stagione

### Novità
Dalla Lega Nazionale A 1970-1971 sono stati retrocessi in Lega Nazionale B il Friburgo e il Bellinzona, mentre dalla Lega Nazionale B 1970-1971 sono stati promossi il San Gallo e il Grenchen.

## Squadre partecipanti
| Club              | Città             | Stadio                       | Stagione 1970-1971                                  |
| ----------------- | ----------------- | ---------------------------- | --------------------------------------------------- |
| Basilea           | Basilea           | St. Jakob Stadium            | 1º posto in Lega Nazionale A                        |
| Bienne            | Bienne            | Stadion Gurzelen             | 10º posto in Lega Nazionale A                       |
| Grasshoppers      | Zurigo            | Hardturm Stadion             | 1º posto in Lega Nazionale A (Campione di Svizzera) |
| Grenchen          | Grenchen          | Stadion Brühl                | 2º posto in Lega Nazionale B (Neopromosso)          |
| La Chaux-de-Fonds | La Chaux-de-Fonds | Stade de la Charrière        | 9º posto in Lega Nazionale A                        |
| Losanna           | Losanna           | Stade de la Pontaise         | 4º posto in Lega Nazionale A                        |
| Lucerna           | Lucerna           | Stadion Allmend              | 11º posto in Lega Nazionale A                       |
| Lugano            | Lugano            | Stadio comunale di Cornaredo | 3º posto in Lega Nazionale A                        |
| San Gallo         | San Gallo         | Stadion Espenmoos            | 1º posto in Lega Nazionale B (Neopromosso)          |
| Servette          | Ginevra           | Stade Charmilles             | 7º posto in Lega Nazionale A                        |
| Sion              | Sion              | Parc des Sports              | 12º posto in Lega Nazionale A                       |
| Winterthur        | Winterthur        | Stadion Schützenwiese        | 6º posto in Lega Nazionale A                        |
| Young Boys        | Berna             | Wankdorfstadion              | 7º posto in Lega Nazionale A                        |
| Zurigo            | Zurigo            | Stadio Letzigrund            | 5º posto in Lega Nazionale A                        |

## Classifica finale
|  | Pos. | Squadra           | Pt | G  | V  | N  | P  | GF | GS | DR  |
|  | ---- | ----------------- | -- | -- | -- | -- | -- | -- | -- | --- |
|  | 1.   | Basilea           | 43 | 26 | 18 | 7  | 1  | 66 | 28 | +38 |
|  | 2.   | Zurigo            | 39 | 26 | 17 | 5  | 4  | 55 | 28 | +27 |
|  | 3.   | Grasshoppers      | 38 | 26 | 16 | 6  | 4  | 56 | 24 | +32 |
|  | 4.   | Losanna           | 30 | 26 | 11 | 8  | 7  | 50 | 36 | +14 |
|  | 5.   | Young Boys        | 29 | 26 | 12 | 5  | 9  | 46 | 31 | +15 |
|  | 6.   | Winterthur        | 28 | 26 | 12 | 4  | 10 | 37 | 32 | +5  |
|  | 7.   | Sion              | 26 | 26 | 9  | 8  | 9  | 37 | 36 | +1  |
|  | 8.   | Servette          | 25 | 26 | 10 | 5  | 11 | 39 | 47 | -8  |
|  | 9.   | Lugano            | 23 | 26 | 8  | 7  | 11 | 33 | 39 | -6  |
|  | 10.  | Grenchen          | 23 | 26 | 6  | 11 | 9  | 27 | 40 | -13 |
|  | 11.  | La Chaux-de-Fonds | 21 | 26 | 7  | 7  | 12 | 25 | 45 | -20 |
|  | 12.  | San Gallo         | 15 | 26 | 4  | 7  | 15 | 27 | 46 | -19 |
|  | 13.  | Lucerna           | 15 | 26 | 6  | 3  | 17 | 24 | 49 | -25 |
|  | 14.  | Bienne            | 9  | 26 | 2  | 5  | 19 | 26 | 67 | -41 |

Legenda:
      Campione di Svizzera e qualificata in Coppa dei Campioni 1972-1973
      Vincitore della Coppa Svizzera 1971-1972 e qualificato in Coppa delle Coppe 1972-1973
      Qualificate in Coppa UEFA 1972-1973
      Retrocesse in Lega Nazionale B 1972-1973.
Note:

Due punti a vittoria, uno a pareggio, zero a sconfitta.

## Spareggio retrocessione
|           | Risultati |         | Luogo e data |
| --------- | --------- | ------- | ------------ |
| San Gallo | 4 - 1     | Lucerna | ?, ? 1972    |
|           |           |         |              |

## Statistiche

### Classifica marcatori
| Gol |  |  | Giocatore         | Squadra      |
| --- |  |  | ----------------- | ------------ |
| 17  |  |  | Herbert Dimmeler  | Winterthur   |
| 17  |  |  | Bernd Dörfel      | Servette     |
| 16  |  |  | Ottmar Hitzfeld   | Basilea      |
| 16  |  |  | Fritz Künzli      | Zurigo       |
| 15  |  |  | Walter Müller     | Young Boys   |
| 14  |  |  | Walter Balmer     | Basilea      |
| 14  |  |  | Ove Grahn         | Losanna      |
| 13  |  |  | Jean-Michel Elsig | Sion         |
| 13  |  |  | Kurt Müller       | Grasshoppers |

## Verdetti finali
- Basilea Campione di Svizzera 1971-1972 e qualificato alla Coppa dei Campioni 1972-1973.
- Zurigo vincitore della Coppa Svizzera 1971-1972 qualificato alla Coppa delle Coppe 1972-1973.
- Grasshoppers e Losanna qualificati alla Coppa UEFA 1972-1973.
- Lucerna e Biel/Bienne retrocesse in Lega nazionale B.